# Anders Andersen
Anders Andersen (n. 26 octombrie 1881, Copenhaga, Danemarca – d. 19 februarie 1961, Copenhaga, Danemarca) a fost un luptător ce a reprezentat Danemarca, medaliat olimpic. A participat la două ediții ale Jocurilor Olimpice (1908, 1912) în care a câștigat o medalie de bronz.